# 饮马峡站
饮马峡站，位于中华人民共和国青海省海西蒙古族藏族自治州大柴旦行政区柴旦镇饮马峡村，是青藏铁路、敦格铁路上的火车站，建于1979年，由中国铁路青藏集团有限公司格尔木车务段管辖。

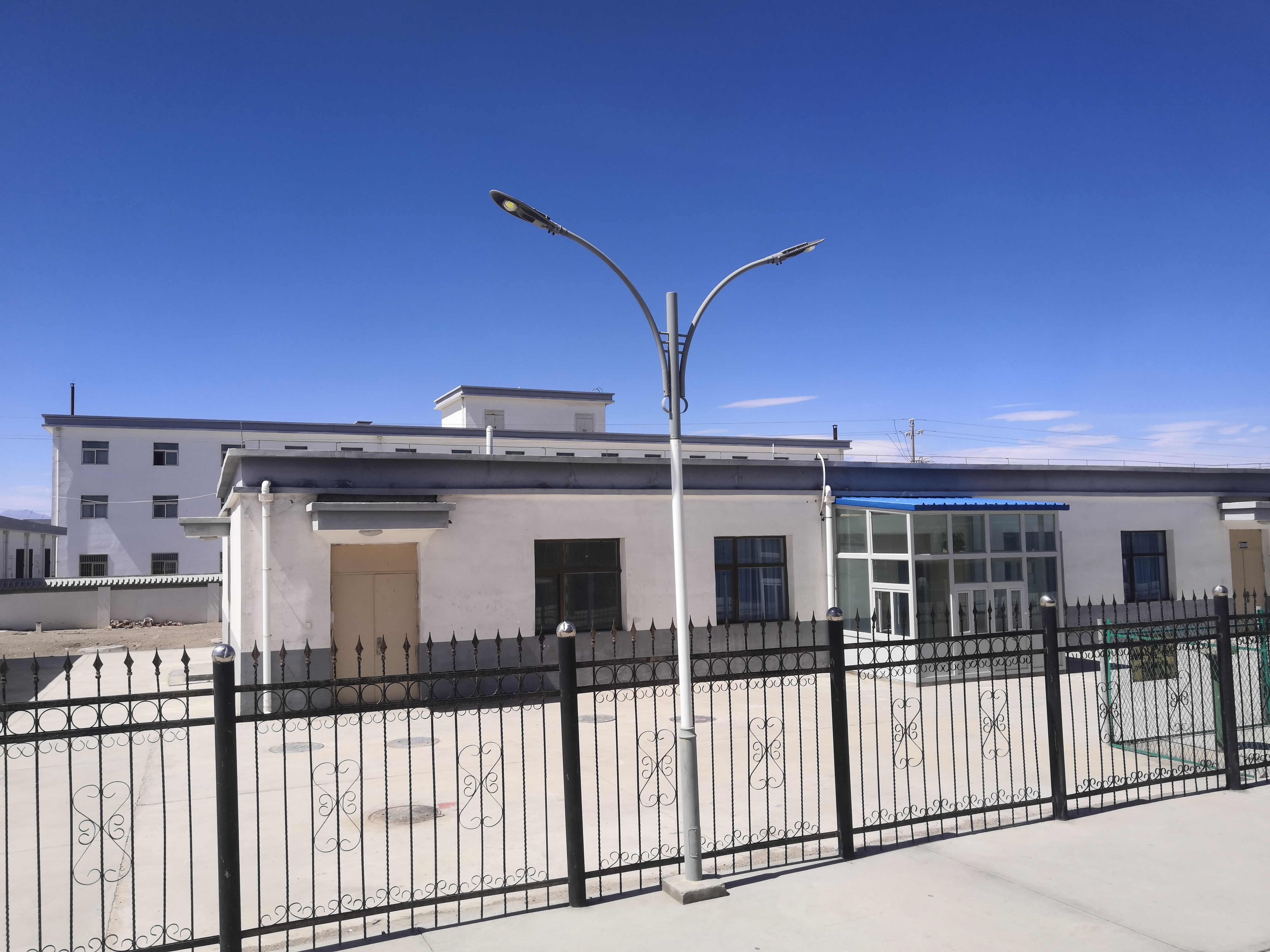
2020年，列车上抓拍的饮马峡站站房

## 歷史
- 建于1979年。